# بولشایا رچکا (سرزمین آلتای)
بولشایا رچکا (به لاتین: Bolshaya Rechka) یک منطقهٔ مسکونی در روسیه است که در سرزمین آلتای واقع شده‌است.